# Louis-Armand-Alexandre Cœuret de Nesle
Louis-Armand-Alexandre Cœuret, marquis de Nesle, né le 18 mars 1803 à Caen et mort le 9 octobre 1879 à Bourges, est un militaire et homme politique français.

## Biographie
Louis-Armand-Alexandre Cœuret de Nesle est le fils du marquis Jean-Nicolas Cœuret de Nesle, lieutenant-colonel de cavalerie et maréchal-des-logis-chef à la garde du corps du roi Louis XVIII, et d'Armande Julie Émilie Cœuret de Nesle.
Il entre à l'École militaire de Saint-Cyr et devient capitaine au 8e régiment de dragons. Il donne bientôt sa démission, et s'occupe d'agriculture et d'élevage dans sa propriété du Berry. 
Maire de Savigny, conseiller général du canton de Baugy, président du comice agricole de Bourges, lieutenant-colonel de la garde nationale, il est successivement élu député au Corps législatif dans la 2e circonscription du Cher le 20 décembre 1855, en remplacement d'Octave de Barral nommé sénateur (par 15 889 voix sur 16 205 votants), le 22 juin 1857 (par 18 768 voix sur 23 286 votants, contre 4 214 voix à Armand Bazille), le 1er juin 1863 (par 19 997 voix sur 29 343 votants, 41 373 inscrits, contre 5 591 voix à Monsieur de Vogué, 3 388 à Armand Bazille et 321 à Monsieur de Duranti), et le 24 mai 1869 (par 16 484 voix). 
Favorable à la politique de l'empire, Cœuret de Nesle ne prit la parole au corps législatif que, pour demander la création d'un crédit foncier spécial aux départements du centre de la France. Il mourut au cours de la dernière législature.

## Sources
- Dictionnaire des parlementaires français par Adolphe Robert, Edgar Bourloton et Gaston Cougny, tome 4, Lav-Pla, Bourloton éditeur, Paris, 1891.